# Banda Shivwits de Paiutes
La Banda Shivwits de Paiutes és una banda de la tribu d'Indis Paiute de Utah, una tribu reconeguda federalment de paiutes del sud situats al sud-oest de Utah.

## Història
Els paiute Shivwits s'establiren a Utah als voltants del 1100. Caçaven conills, cérvols i muflons i recollien llavors, arrels, tubercles, fruites i fruits secs, especialment pinyes pinyoneres. Conreaven al llarg del riu Santa Clara i del riu Virgin blat de moro, carbasses, melons, gira-sols, i després del contacte europeu, blat d'hivern.
L'expedició Domínguez-Escalante de 1776 va ser probablement el primer contacte dels Shivwits 'amb els europeus. El comerciant de pells Jedediah Smith creà una ruta a Califòrnia travessant directament el territori Paiute. El segle xix va portar paranyers no indígenes, comerciants i colons a la zona. La recent introducció de bestiar va tenir un efecte negatiu sobre la delicada ecologia de la zona. Els utes i navajos sovint raptaven dones i nenes paiute i les venien als americans europeus com a esclaves. Els mormons s'assentaren permanentment a les terres paiute pel 1850, posant fi a l'estil de vida tradicional dels shivwits.
Llur reserva fou creada en 1891 amb només 100 acres (0,40 km²). Com que no van rebre els drets d'aigua es van veure obligats a abandonar la seva activitat agrària. Aquell any la reserva tenia una població de 194 habitants. Hi havia 154 shivwits en 1906. La banda Shivwits dels Paiute de Utah va rebre el primer reconeixement federal el 3 de març de 1891 com a "Shebit tribe of Indians in Washington County, Utah."
Juntament amb altres tribus paiute de Utah, la relació dels shivwits amb el govern federal fou terminada cap al 1950. A diferència d'altres grups paiute els Shivwits conservaren la propietat de llurs terres després de la terminació i les arrendaren als ramaders en comptes de vendre-la directament.

## Nom
Shivwits o Shivwitz prové de la paraula paiute del sud sipicimi. La paraula podria estar basada en el prefix sibi-, que vol dir "est" o si-vints', que vol dir "gent que viu a l'est." També es pronuncia Shi'-vwits, She-bits, Sübü'ts, i Sebit. L'Altiplà Shivwits a Arizona rep el nom per la tribu.

## Història recent
Els Shivwits van recuperar el reconeixement federal gràcies a una llei signada pel president Jimmy Carter el 3 d'abril de 1980. La reserva és més gran que l'original, cobrint una àrea de 240 acres.
En 2003 els shivwits van rebre drets d'aigua anuals sobre 4.000 acres de terra, el que permet a la tribu crear nous projectes de desenvolupament econòmic.

## Avui
La tribu té la seu a Ivins, al comtat de Washington (Utah). El seu portaveu és Jetta Wood.